# Clova (assistant virtuel)
Pour les articles homonymes, voir Clova.
 (avril 2022).
La mise en forme du texte ne suit pas les recommandations de Wikipédia : il faut le « wikifier ».
Les points d'amélioration suivants sont les cas les plus fréquents :
- Les titres sont pré-formatés par le logiciel. Ils ne sont ni en capitales, ni en gras.
- Le texte ne doit pas être écrit en capitales (les noms de famille non plus), ni en gras, ni en italique, ni en « petit »…
- Le gras n'est utilisé que pour surligner le titre de l'article dans l'introduction, une seule fois.
- L'italique est rarement utilisé : mots en langue étrangère, titres d'œuvres, noms de bateaux, etc.
- Les citations ne sont pas en italique mais en corps de texte normal. Elles sont entourées par des guillemets français : « et ».
- Les listes à puces sont à éviter, des paragraphes rédigés étant largement préférés. Les tableaux sont à réserver à la présentation de données structurées (résultats, etc.).
- Les appels de note de bas de page (petits chiffres en exposant, introduits par l'outil «  Source ») sont à placer entre la fin de phrase et le point final[comme ça].
- Les liens internes (vers d'autres articles de Wikipédia) sont à choisir avec parcimonie. Créez des liens vers des articles approfondissant le sujet. Les termes génériques sans rapport avec le sujet sont à éviter, ainsi que les répétitions de liens vers un même terme.
- Les liens externes sont à placer uniquement dans une section « Liens externes », à la fin de l'article. Ces liens sont à choisir avec parcimonie suivant les règles définies. Si un lien sert de source à l'article, son insertion dans le texte est à faire par les notes de bas de page.
- La présentation des références doit suivre les conventions bibliographiques. Il est recommandé d'utiliser les modèles {{Ouvrage}}, {{Chapitre}}, {{Article}}, {{Lien web}} et/ou {{Bibliographie}}. Le mode d'édition visuel peut mettre en forme automatiquement les références.
- Insérer une infobox (cadre d'informations à droite) n'est pas obligatoire pour parachever la mise en page.

Pour une aide détaillée, merci de consulter Aide:Wikification.
Si vous pensez que ces points ont été résolus, vous pouvez retirer ce bandeau et améliorer la mise en forme d'un autre article.
Clova est un assistant personnel intelligent pour les systèmes d'exploitation Android et iOS développé par Naver (entreprise) et Line Corporation (une filiale de Naver). Clova, abréviation de « cloud virtual assistant », a été officiellement présenté le 1er mars 2017. Il a d'abord été lancé sur App Store et Google Play Store.
En août 2017, il a été annoncé que la plateforme d'intelligence artificielle serait utilisée dans Modèle:À qui série d'enceintes intelligentes. L'enceinte Wave speaker, sortie en Corée sous le nom de Wave (parfois appelé Naver Wave) et au Japon sous le nom de Line Wave pour les marchés coréen et japonais), est le premier haut-parleur intelligent qui utilise Clova. Le Friends speaker (ou Clova Wave au Japon), un haut-parleur sur le thème des personnages LINE Friends, était le deuxième haut-parleur intelligent fonctionnant avec la plateforme.
En octobre 2020, Naver (entreprise) a lancé Clova Lamp, une lampe IA qui lit des livres. Elle fonctionne lorsque vous ouvrez un livre sous la caméra de la lampe et appuyez sur le bouton de lecture de livre ou dites « Clova, lis-moi un livre ». Ce produit peut lire des livres en anglais et en coréen.